# Allopolyploïdie
L'allopolyploïdie est une mutation génomique, qui concerne le changement du nombre de jeu de chromosomes (3n, 4n...). C'est une polyploïdie résultant de l'hybridation de deux espèces différentes, suffisamment proches pour que l'hybridation puisse se faire : il y a donc plusieurs jeux de chromosomes qui coexistent.
Une variante courante est l'allotétraploïdie : deux espèces diploïdes, dont on peut décrire les chromosomes comme AA et BB, donnent un descendant 'AA BB'. 
L'espèce Xenopus laevis est par exemple allotétraploïde. On peut également citer le cas de Triticum aestivum qui est allohexaploïde AA BB DD.